# Anoplophora sollii
Anoplophora sollii là một loài bọ cánh cứng trong họ Cerambycidae.

## Hình ảnh

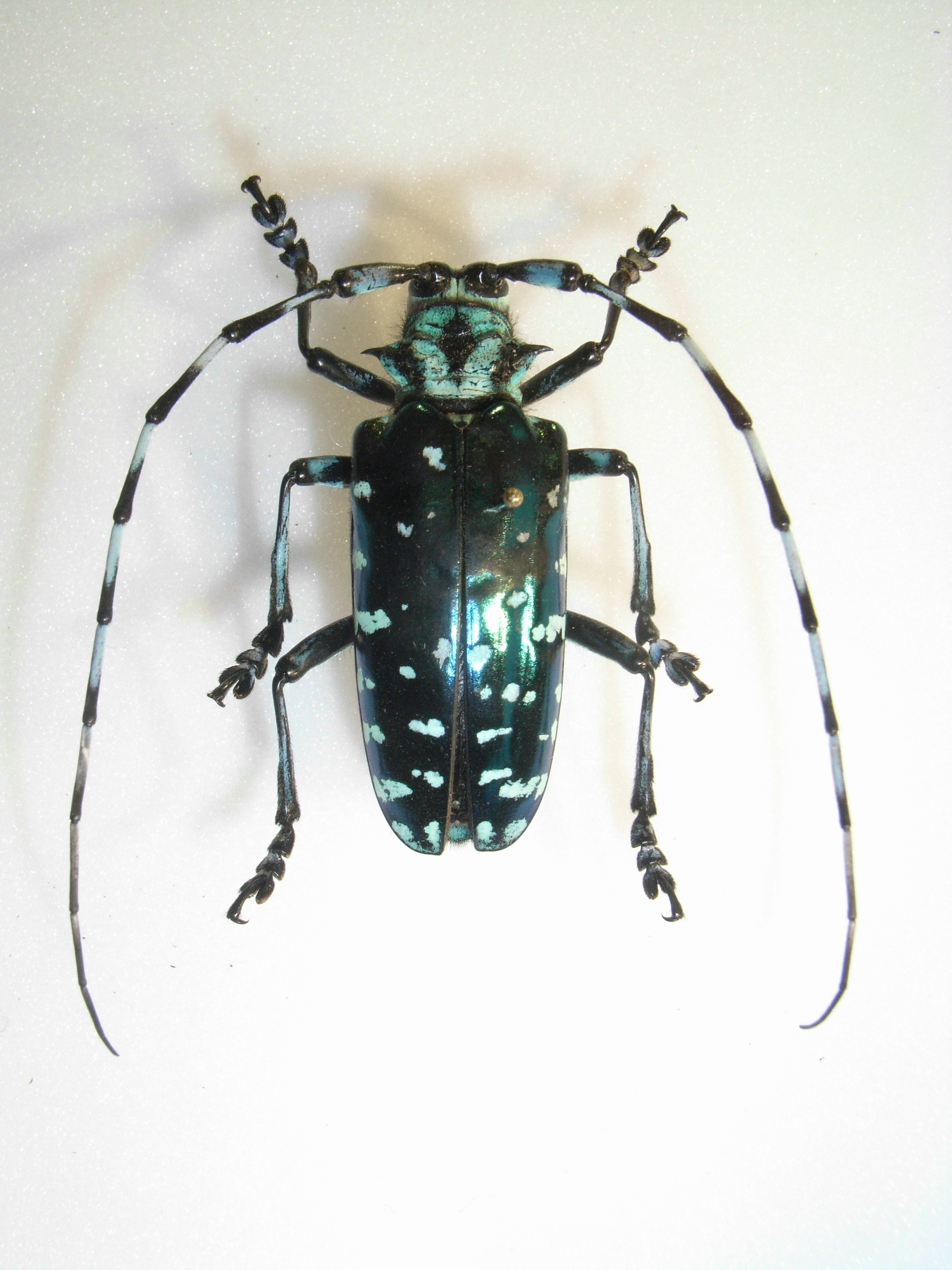
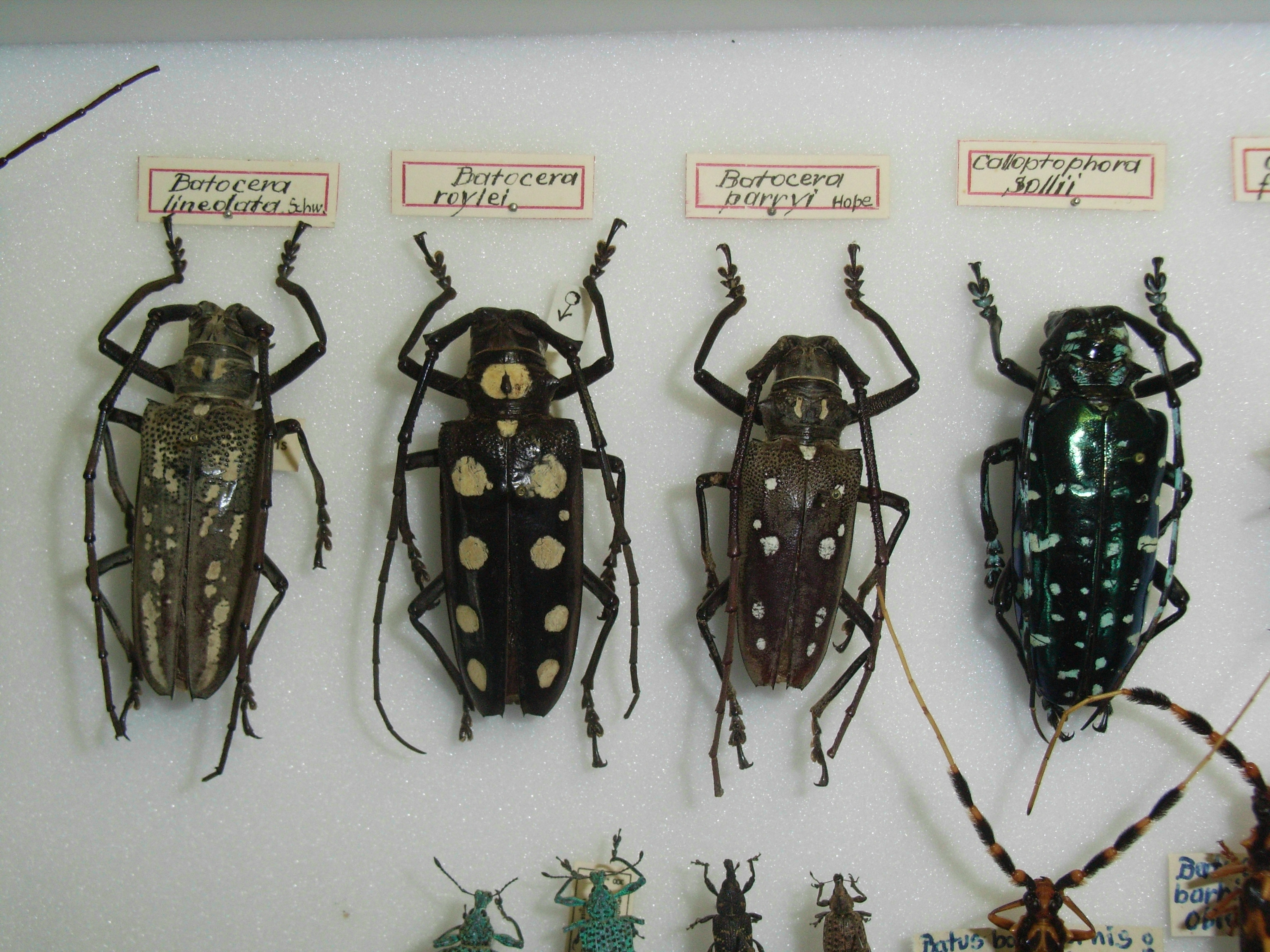
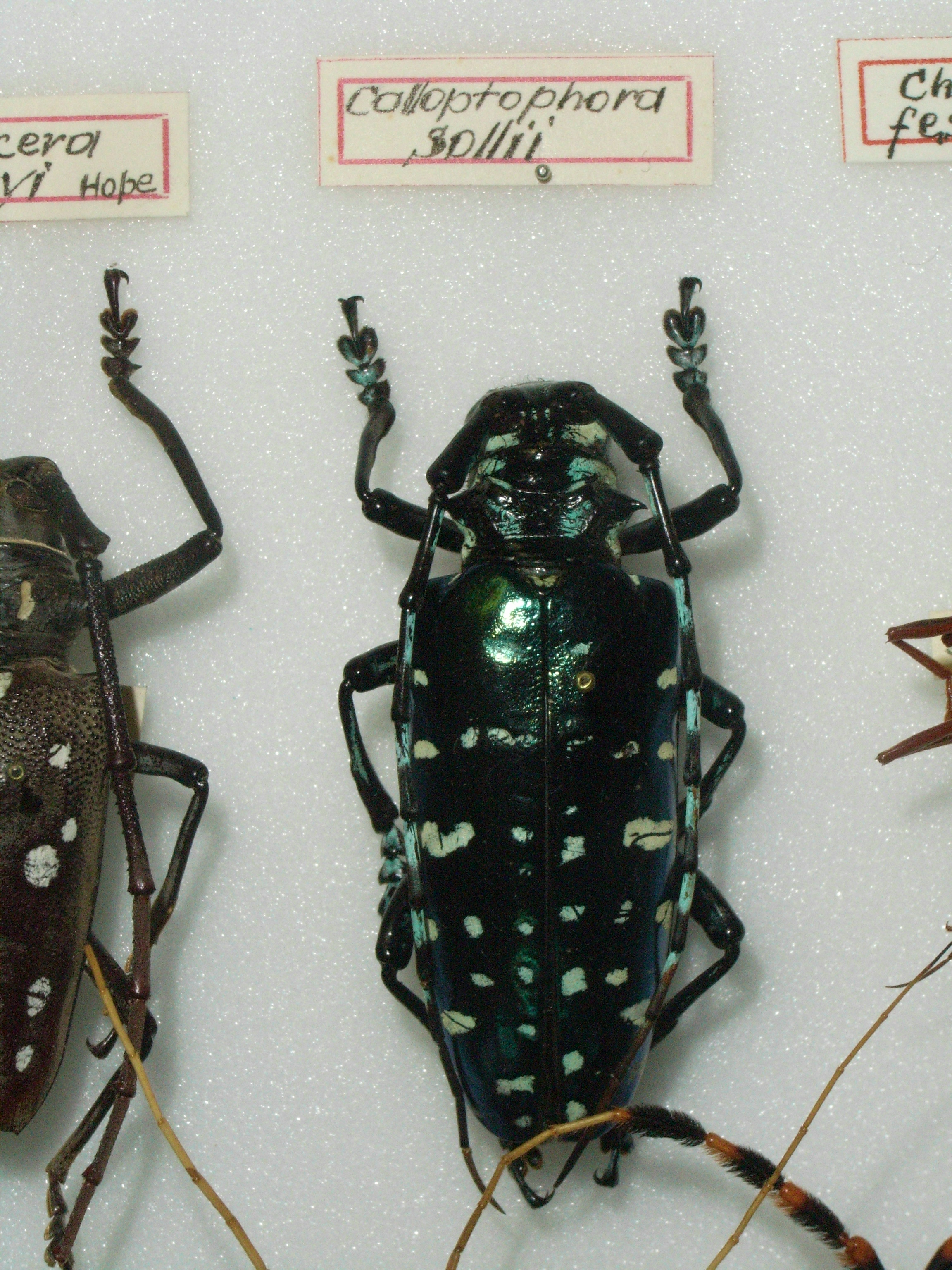